# Abraham Ferwerda
Abraham Ferwerda (gedoopt Leeuwarden, 5 februari 1716 - begraven Leeuwarden 30 juli 1783) was een Nederlandse auteur en uitgever.

## Leven en werk
Ferwerda was boekhandelaar te Leeuwarden en tevens, zoals A.J. van der Aa schreef, een verdienstelijk beoefenaar der Nederlandse letteren en geschiedenis.
Hij heeft verschillende boeken geschreven over de geschiedenis en ook de genealogieën van de beroemdste en aanzienlijkste, erkende Nederlandse adellijke huizen die in zijn tijd nog bestonden.
In 1752 richtte hij de Leeuwarder Courant op, een krant die uitgroeide tot de langst onder dezelfde titel opererende krant van Nederland.
Na de dood van Ferwerda zette zijn schoonzoon Doeke Ritske Smeding de krant voort. Tot 1947 bleef de Leeuwarder Courant in handen van zijn familie.

## Publicaties
- Algemeene Naam-lijst van boeken met de prijzen, of de Boek-Negotie enz, Leeuwarden, 8 delen, 3 stukken.
- Catalogus universalis cum pretiis, of de Boek-Negotie enz., Leeuwarden.
- Supplementum Catalogi universalis librorum in folio cum pretiis, Leeuwarden.
- Register van alle Rare en zeldzaam voorkomende Latijnsche boeken in folio met en zonder prijzen, gedrukt in het jaar 1400 of in de veertiende eeuw, Leeuwarden.
- Friesland en deszelfs gantsche gelegenheid in een Geographisch Woordenboek, behelzende eene uitvoerige beschrijving der Friesche dorpen, buurten, staten, enz., Leeuwarden, 1736, herdrukt aldaar 1749.
- Afbeeldingen en levensbeschrijvingen van voorname Hervormers met 23 portretten, gegraveerd door A. van der Laan, Leeuwarden, 1755.
- Met Gerrit Tresling, Adelyk En Aanzienelyk Wapen-Boek Van De Zeven Provincien; waar by gevoegt zyn een groot aantal genealogien van voornaame adelyke en aanzienelyke familien, Leeuwarden, 1760-1781, 3 dl, (1e dl., 1e stuk: 1760; 1e dl., 2e stuk: 1763; 2e dl. 1e en 2e stuk in 1bd.: 1772/1781), fol. met gekleurde wapens.
- Abraham Ferwerda samen met Jacobus Kok, Nederlandsch geslacht-stam en wapen-boek waarin voorkomen de voornaamste adelyke en aanzienlyke familiën in de Zeven Vereenigde Provinciën, Amsterdam, 1785, 2 deelen fol. loopende slechts van Letter A tot E, en is niet verder vervolgd.
- Verheugd Leeuwarden, zijnde een verhaal van de blijde inkomst van den alderdoorlugtigsten Vorst en Heere Willem de vijfde ende haare Koninglijke Hoogheid Frederica Sophia Wilhelmina, Leeuwarden, 1777.
- De Honig-Bije, Leeuwarden, 1778.